# Мазур Ніна Петрівна
Ніна Петрівна Ма́зур (нар. 3 січня 1939, село Ядути, Борзнянський район, Чернігівська область) — актриса, актриса розмовного жанру.
Дружина Бориса Мазура — актора, артиста розмовного жанру.
Отримала у 1968 році почесне звання «Заслужена артистка УРСР».
Закінчила Київський інститут театрального мистецтва у 1961 році.
Працювала у Хмельницькому українському музично-драматичному театрі ім. Г. Петровського. Від 1970 року — у театрі «Слово» при СПУ; протягом 1973—1995 років — артистка розмовного жанру Національної філармонії України.
У театрі «Слово» створила програми за творами В. Бондаренка («Я вірю він живий»), Андрія Малишка («Дорога під яворами»), Лесі Українки («Сім струн»); у філармонії — за творами Володимира Сосюри, В. Козаченка, Андрія Малишка («Вірність»), Олеся Гончара (композиція «Полігон»), М. Байджиєва («Поєдинок»).
Ролі: Маруся, Галя («Маруся Богуславка», «Ой не ходи, Грицю, та й на вечорниці», «Циганка Аза» М. Старицького), Харитина («Наймичка» І. Карпенка-Карого), Тетяна («У неділю рано зілля копала» за О. Кобилянською), Ягна («Селяни» В. Реймонта), Анеля («Дім Бернарди Альби» Ф. Ґарсіа Лорки).